# Église Saint-Géry de Valenciennes
Pour les articles homonymes, voir Église Saint-Géry.
L'église Saint-Géry est une église catholique située à Valenciennes, en France.

## Localisation
L'église est située dans le département français du Nord, sur la commune de Valenciennes.

## Histoire
L'église, dédiée à saint Géry, est édifiée dans la première moitié du XIIIe siècle. Elle peut s'enorgueillir d'être – aujourd'hui – la plus ancienne église de Valenciennes, construite à la demande des franciscains. Cet édifice est choisi par la branche aînée des comtes de Hainaut pour y être ensevelis, tandis que la branche cadette est inhumée au sein de l'église des dominicains. Le beffroi est ajouté en 1851. Bombardée en 1944, elle est reconstruite et rendue au culte en 1965.
En 1946, l'édifice est classé au titre des monuments historiques. 
Le samedi 7 août 2010, l'église subit la visite de vandales qui s'en sont pris à deux statues et ont commis d'autres dégradations diverses.
En 2021, le reliquaire contenant les ossements des Ursulines martyres de Valenciennes, offert un peu plus tôt au diocèse par les Ursulines de Saint-Saulve, est transféré dans une chapelle de l'église Saint-Géry, « pile dans l'axe de la place d'Armes » où furent martyrisées les Ursulines de Valenciennes en 1794. Durant la cérémonie de translation des reliques, la chapelle est consacrée aux bienheureuses Ursulines martyres par l'archevêque de Cambrai Vincent Dollmann, en présence de l'abbé Jean-Marie Launay, curé-doyen de Valenciennes.

## Description
L'église se compose d'une nef et de deux bas-côtés. De son origine, au XIIIe siècle, elle a conservé 12 piliers de pierre bleue avec leurs chapiteaux, symbolisant les 12 apôtres, et une partie de son chœur.
Le sculpteur valenciennois Antoine Joseph Pater (1670-1747) effectue des réparations sur l'autel principal en 1703.

## Galerie d'images

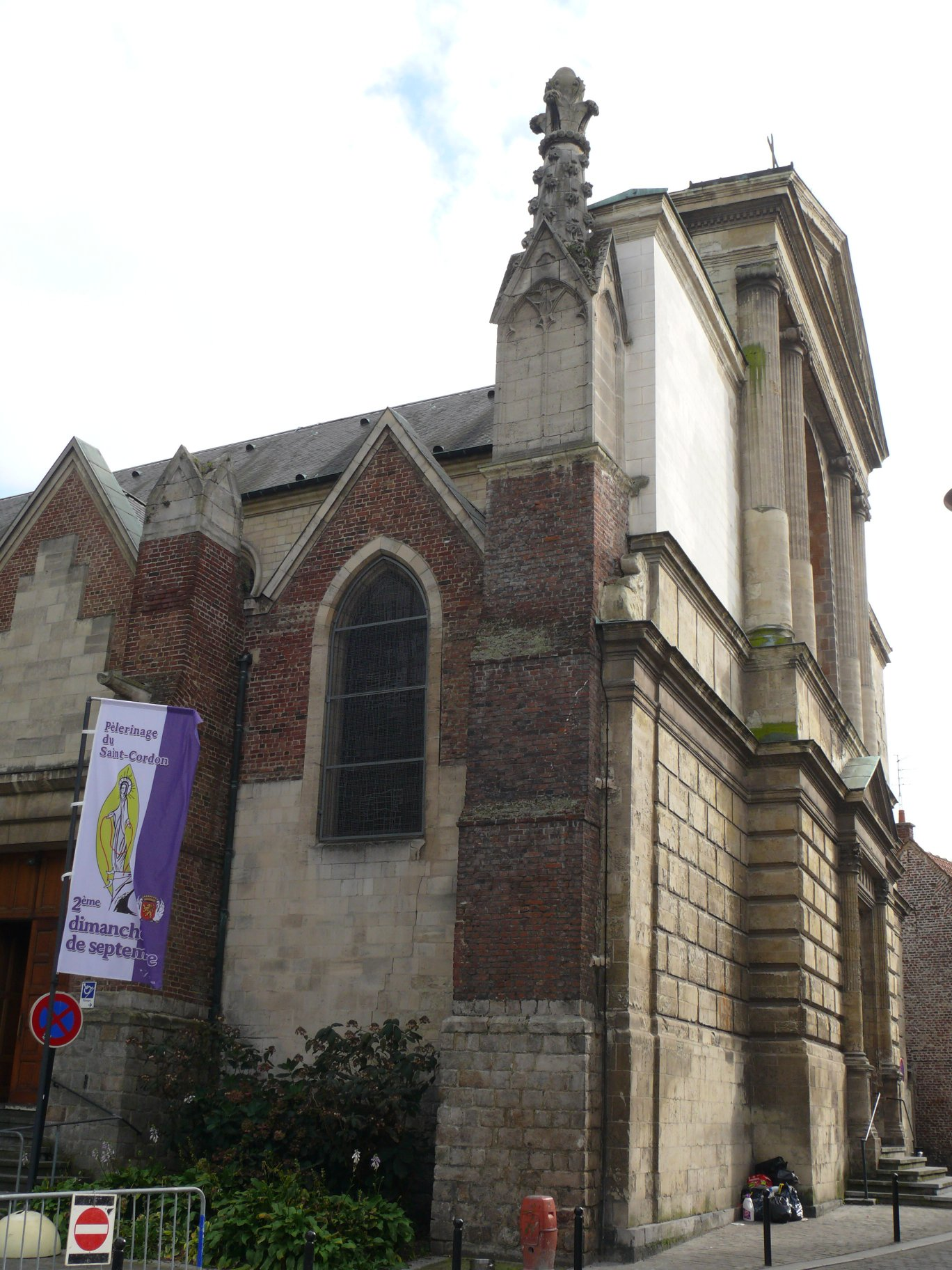
La façade.
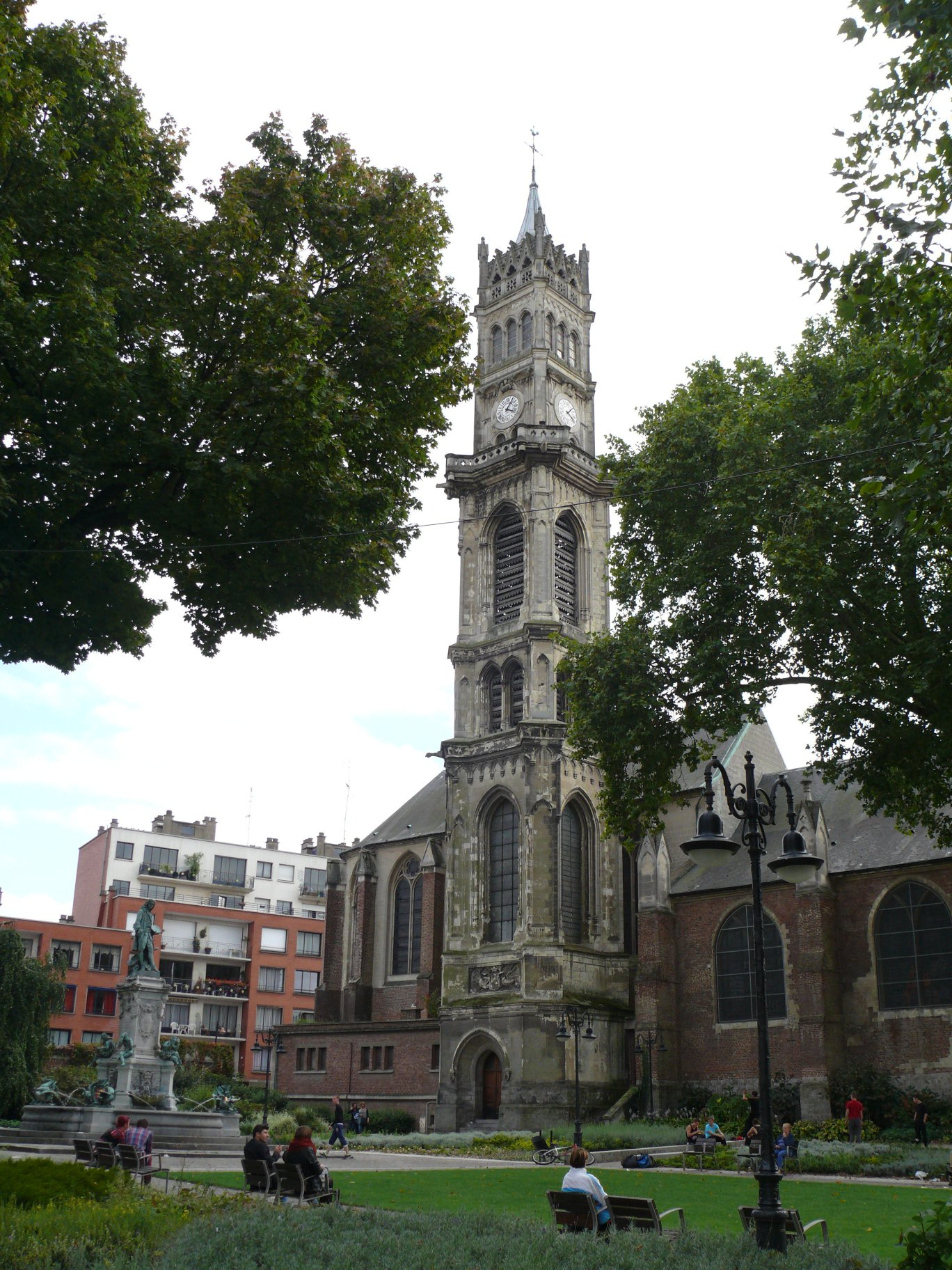
Le clocher.
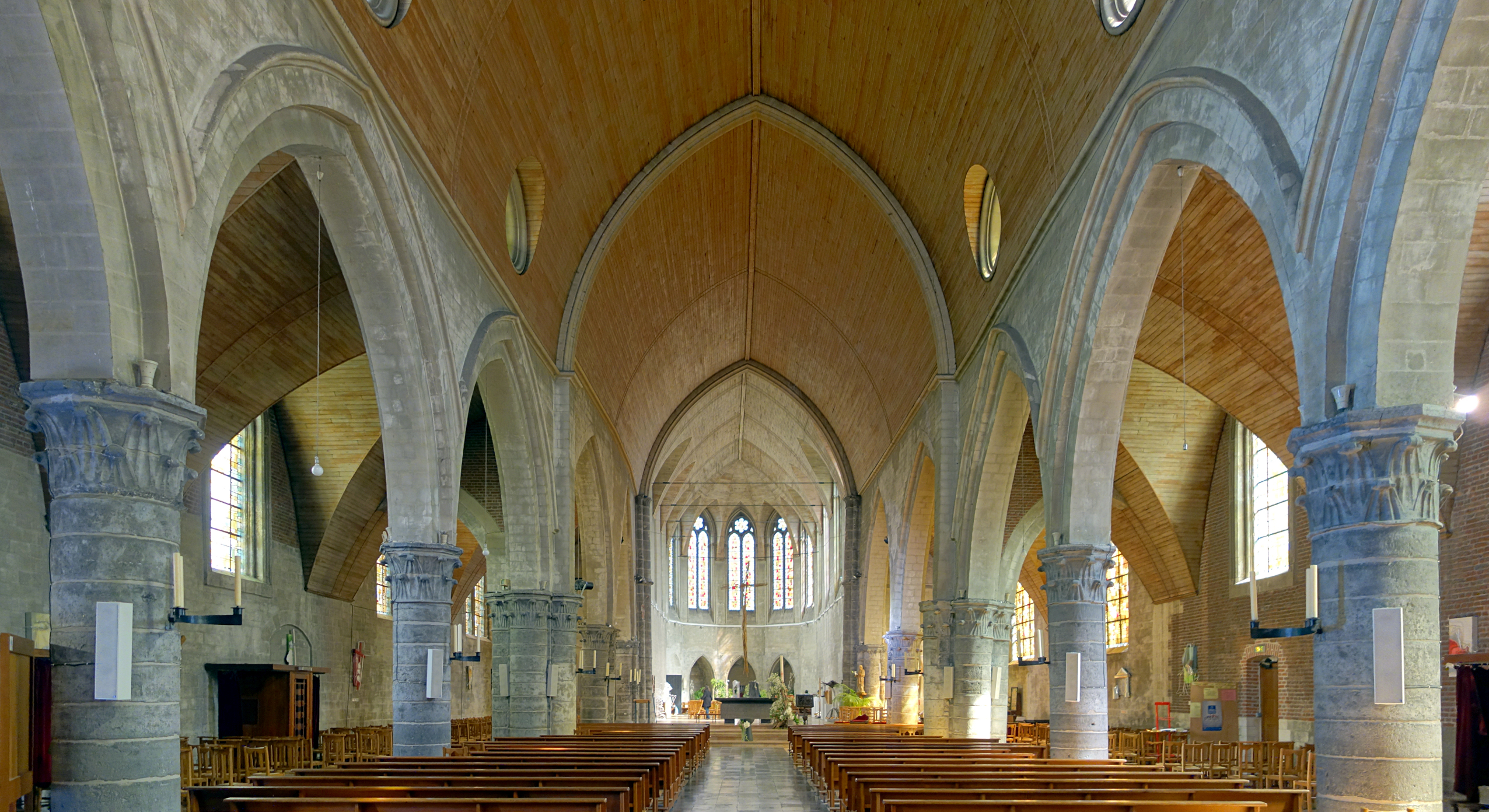
La nef.
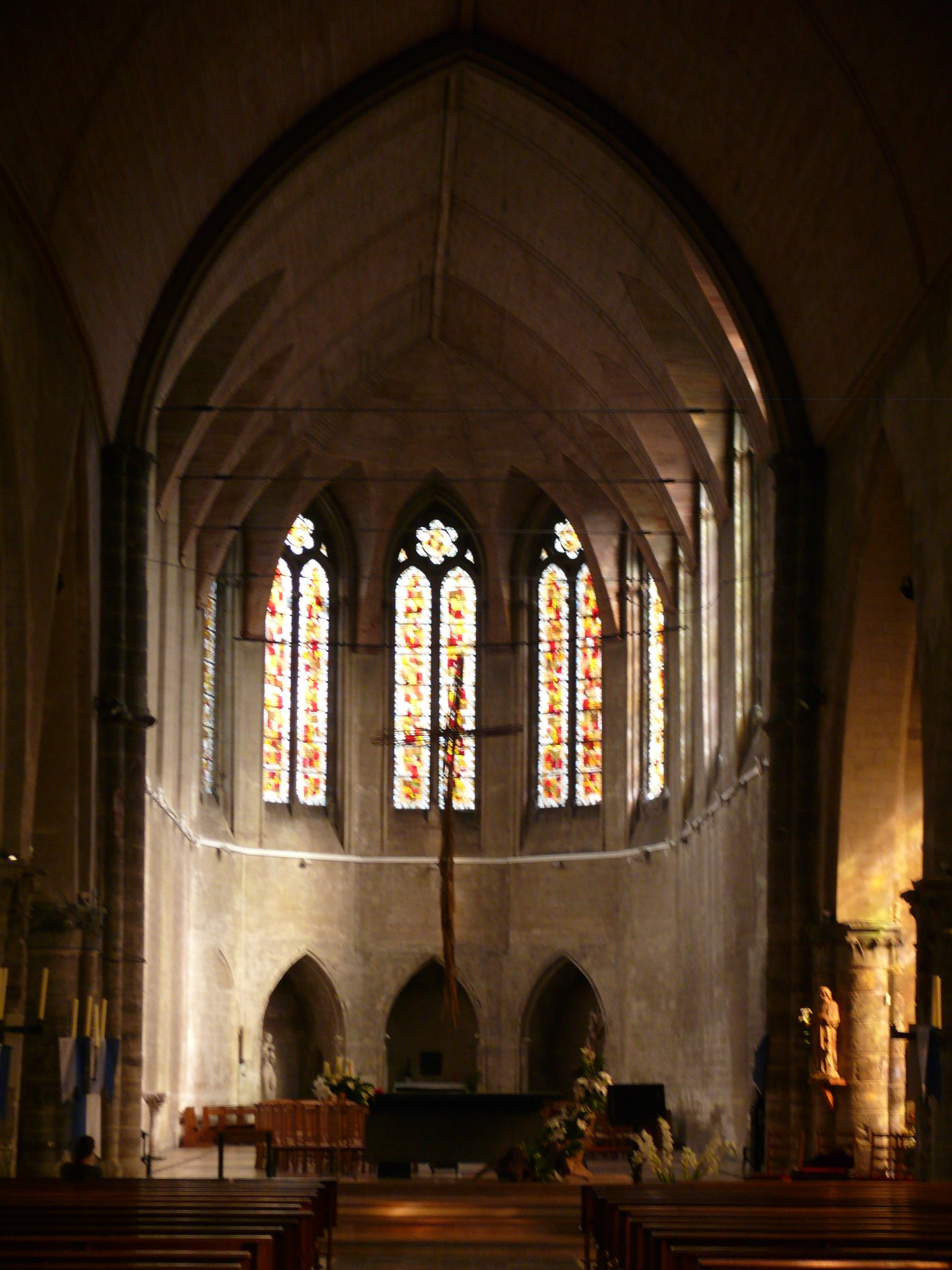
Le chœur.
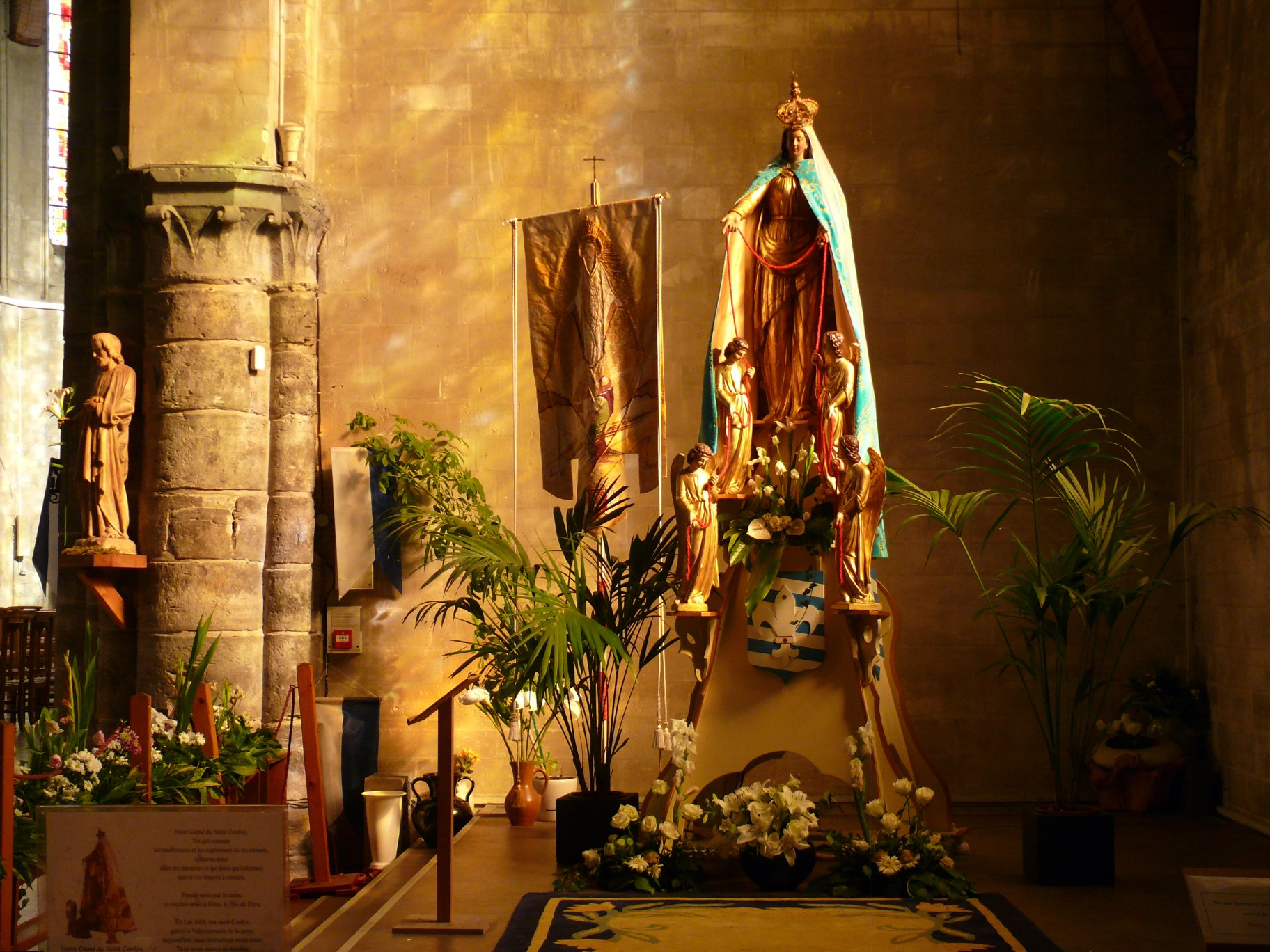
La statue de Notre-Dame du Saint Cordon.
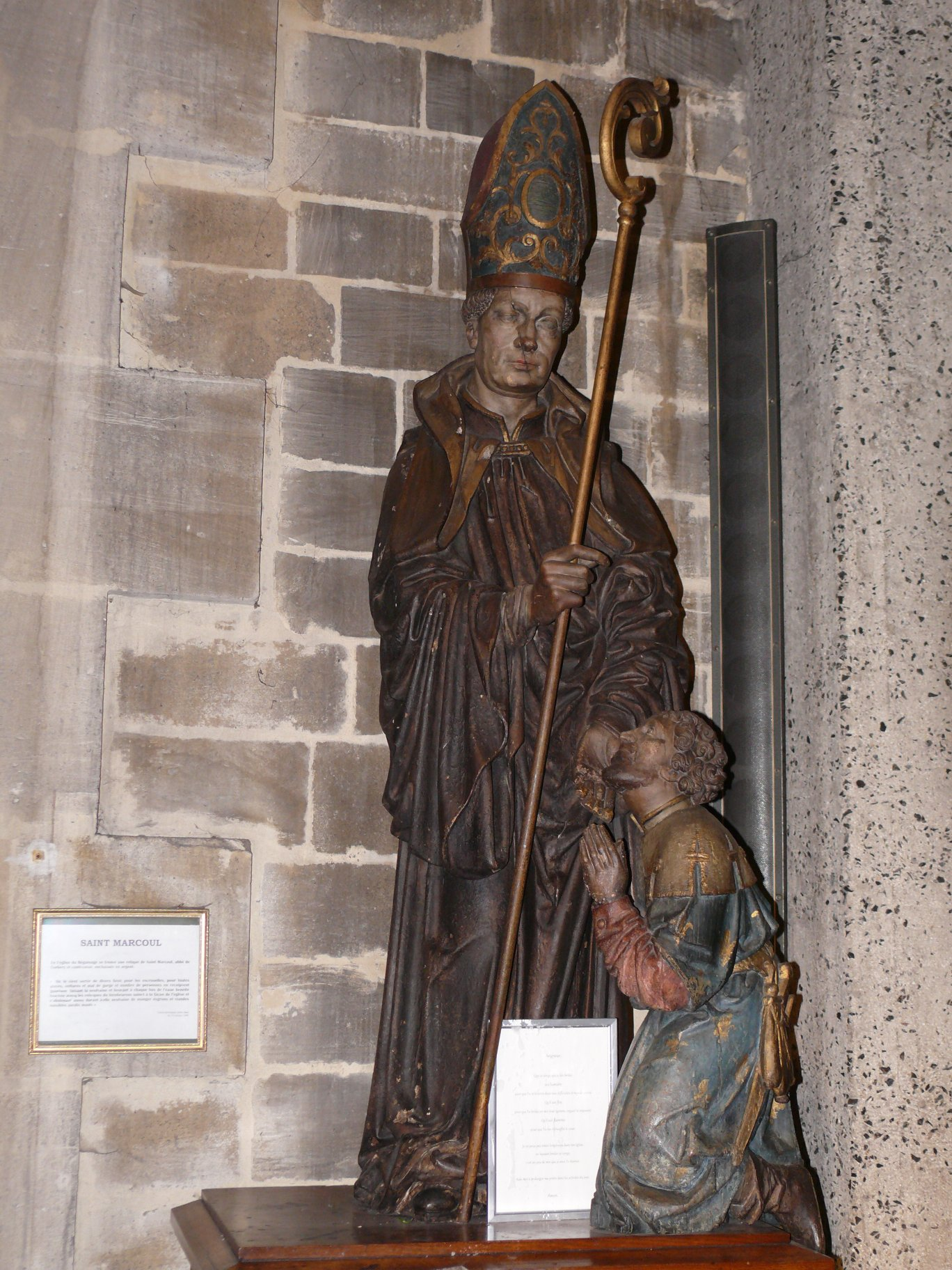
Statue de saint Marcoul.